# حقیقت بنابر نظر شیطان
حقیقت بنابر نظر شیطان (ایتالیایی: La verità secondo Satana) فیلمی ایتالیایی به کارگردانی رناتو پلسلی است که در سال ۱۹۷۲ منتشر شد. در اظهارنظری دربارهٔ این فیلم، رناتو پلسلی گفت که آن را یکی از نخستین فیلم پورنوگرافیک در تاریخ سینمای ایتالیا می‌داند.

## گزیدهٔ بازیگران
- سرجو آمیراتا
- مارچلو بونینی
- ریتا کالدرونی
- جینو دوناتو
- استفانو اوپه‌دیزانو
- لورنتسو پیانی
- ایزارکو راوائیولی